# Hedvika Zichy
Hedvika Ziči pl. Wimpffen (nemško Hedwig Anastasia Iphigenia, Countess von Wimpffen), avstroogrska grofica, * 4. avgust 1861, Dunaj, Avstrijsko cesarstvo, † 30. november 1892 Penzing Zgornja Bavarska.
Poročila se je z beltinškim graščakom Avgustom Zičijem, ki je bil pisatelj, pesnik, pravnik, potopisec, raziskovalec, politik in mistik

## Življenjepis

### Družina in poreklo
O njeni mladosti je malo znanega. Njen oče je bil grof Viktor pl. Wimpffen (nemško Viktor Ägidius Christian Gustav Maximilian Heeremann Graf von Wimpffen 24. VII. 1834 – 22. V. 1897) iz plemenite družine Wimpffenovih, ki je dala v več obdobjih raznim vladarjem sposobne vojskovodje. Njena mati pa je bila baronica Anastazija (nemško Anastasia Freiherr von Sina zu Hodos und Kizdia; 8. X. 1838 – 24. II. 1889).
Imela je pet bratov:
1. Siegfried Simon Franz Georg Emanuel Magnus Heeremann, von Wimpffen (6. IX. 1875-26. XI. 1929) je bil oče devetih otrok;
2. Simon Alfons Viktor Franz Graf von Wimpffen (21.VIII.1867 - 11. IV. 1925);
3. Friedrich von Wimpffen;
4. Viktor von Wimpffen;
5. Johann von Wimpffen.[1]

### Poroka in otroci
31. maja 1881 se je dvajsetletna Hedvika cerkveno poročila v katoliški cerkvi v Rappoltenkirchenu na Spodnjem Avstrijskem z 9 let starejšim grofom Avgustom Zičijem (1852–1925), ki je med drugim imel v lasti tudi Beltinški dvorec. 
V zakonu so se jima rodile štiri deklice: Anastazija (Asta) (madžarsko Anasztázia Auguszta, 1891–1969), Marija (madžarsko Mária Anasztázia, 1883–1977), Teodora, (madžarsko Teodóra, 1886–1915), ter Frida, glede katere pa razen imena nje in njenega moža nimamo zanesljivih podatkov.
- Oče grof Avgust pl. Ziči 1872 je bil visok državni uradnik
- Mati Hedvika r. Wimpffen je zgodaj umrla
- Na sliki iz 1907 so tri hčerke s svojimi lastnoročnimi podpisi: Asta, Fodora in Micka.

### Graditelja in zavetnika cerkva in kapel
Grofovsko družino Wimpffen je odlikovala privrženost Katoliški Cerkvi, kakor tudi družino Zičijevo. Zato sta skupaj skrbela Avgust in Hedvika tudi za cerkvi v Turnišču in Beltincih, katerih zavetnika sta bila. Preureditev in dograditev kapele Ave Maria pri beltinški cerkvi svetega Ladislava - ki se je je lotil grof Avgust po zgodnji smrti svoje žene Hedvike - je imela dvojen pomen. 
1. Najprej je to bila umetniška obogatitev z neoklasicističnim, historicističnim pristopom dunajskega stavbenika Maxa von Ferstla.
2. Pod kapelo pa je urejena tudi grobnica za družino Zichy. Najprej so tam pokopali 1892 Avgustovo ženo Hedviko, ki je umrla stara komaj 31 let. Takrat je med mladimi razsajala jetika. Hedwig von Wimpffen je namreč rojena 4. avgusta 1861 na Dunaju, a umrla je 30. novembra 1892.[2]
3. Tam so v začetku prve svetovne vojne, že leta 1915, pokopali tudi komaj 29-letno Avgustovo najljubšo hčer, Teodoro, ki se je do skrajnih mej žrtvovala za ranjene vojake i se je tam nalezla takrat še neozdravljive jetike.
4. Deset let pozneje so tam pokopali tudi grofa Avgusta, ki se po vojni ni hotel vrniti v Beltince, ampak je tja prišla njegova hčerka Marija – spravila v red po revoluciji oropano graščino in posestvo, in je tam tudi ostala skoraj ves čas do smrti. Krste v grobnici so ohranjene v dobrem stanju vse do danes. V kapeli so tudi spominske plošče za starše (Hedvika in Avgust) ter njihove tri tukaj pokopane hčerke (Marija, Teodora, Anastazija).

Avgust in njegova žena Hedvika nista bila le graditelja in popravljavca cerkva, ampak - kot omenjeno - tudi njihova zavetnika oziroma patrona. Tako nista bila le patrona cerkve v Beltincih, ampak tudi pokrovitelja prafarne cerkve v Turnišču, od katere se je beltinška svojčas ločila. Slednjo je grof dal postaviti iz temeljev.

### Geslo
Geslo družine Zičijeve je: Mindig készen!  Prevod:
slovensko: Vedno pripravljen!
latinsko Semper paratus!
angleško Always ready!
srbohrvaško Uvek spreman.

## Smrt in spomin

### Smrt
Hedvika pl. Wimpffen je umrla stara 31 let dne 4. oktobra 1925 na Dunaju. Pokopali pa so jo v družinsko grobnico, ki jo je dal sezidati njen mož in se nahaja v Beltinški cerkvi svetega Ladislava. Na prvem mestu jo je postavil prav za svojo ljubljeno, prezgodaj umrlo ženo Hedviko, katere grob je obiskoval prav vsak dan in tam dolge ure molil. Po njeni smrti se ni nikoli več poročil.
Ko mu je 1892 umrla žena Hedvika, stara komaj 31 let, je dal njeno truplo prenesti v na novo zgrajeno kapelo v beltinški cerkvi svetega Ladislava. Tam sedaj počivajo on, njegova žena in njune tri hčerke: Marija, Teodora in Anastazija. Prva med njimi je komaj 29-letna umrla njuna druga hčerka Teodora, ki se je nalezla neozdravljive jetike, ko je stregla hudo bolnim ranjencem na Dunaju. Skupaj z njo sta tam stregli tudi njeni rodni sestri, ki pa se nista okužili. Anastazija se je pozneje poročila, medtem ko je med ljudstvom izredno priljubljena grofica Marija celo življenje ostala samska vse do svoje smrti 1977. Ljudje so verjeli, da zaradi nesrečne mladostne ljubezni.

### V občilih
Spomin na požrtvovalno plemenito gospo Teodoro, njeno mater Hedviko  in očeta Avgusta sčasoma ni izginil. 
Tako v začetku našega stoletja (2003) v svojem zgodovinsko-kriminalističnem romanu Ločil bom peno od valov, ki je izšel pri Študentski založbi v Ljubljani, opisuje pisatelj Feri Lainšček izredno natančno dogajanje okrog smrti in pogreba Zičijeve Božidare, ter podaja ljudsko prepričanje, da je Teodora umrla v sluhu svetosti; – na njenega očeta – ki jo je na njeni zadnji poti peš spremljal vse od Sobote do Beltinec – so gledali že takrat kot na živega svetnika; verjeli so tudi, da ju je na tej zadnji poti s svojimi stopinjami spremljala tudi rajna mati in žena Hedvika. 
Pogrebnega dne je bil tak naval preprostih ljudi kakor tudi gospode, da so gosposke kočije prihajale na pogreb celo dopoldne, in da je dolinska ravnica izgledala kot sejmišče ali celo bojišče, saj so se nad cesto izpod konjskih kopit in kočijskih koles dvigali velikanski oblaki prahu - ter se je marsikdo raje odpravil na pogreb kar peš - čez polja. Med grofovskimi družinami omenja pisatelj Szapáryjeve, Esterházyjeve, Batthyányijeve, Voglerjeve in Kodolitscheve. Iz Sobote in okoliških trgov se je napotila cehovska gospoda, duhovniki pa so se zbrali iz cele škofije s škofom na čelu. 
Mlada grofična Teodora je umrla na Dunaju, stara komaj 29 let. Ko se je začela vojna, je namreč skupaj s svojima sestrama Asto in Marijo ostala v cesarskem zdravilišču, kjer je kot bolničarka pomagala ranjencem. Njen velikodušni sklep je že za življenja postal splošno sprejet izraz za nesebičnost, saj se je prav tam okužila z jetiko. Glas ljudstva je vedel, da se ni ločevala od ranjencev niti tedaj ne, ko je bila že popolnoma obnemogla. Zato so bili prepričani, da mlada grofična ni odhajala skozi temna vrata smrti, ampak v sveto legendo, v kateri bo še dolgo živela.
Prav poseben - simboličen pomen - imata v Lainščkovei pripovedi - s katero začenja svoj roman - rdeča in bela barva. Prva namreč pomeni ljubezen in mučeništvo, druga pa čistost. Rdeče barve so bile rože, s katerimi so okrasili ves prostor do groba, bele pa so bile obleke, v katere so bila oblečena dekleta, ki so Božidarino krsto spremljala od Lipovec pa vse do Beltinec. Cvetje jo je torej proslavljalo z barvo življenjskosti in vznesenosti, s katero je dajala drugim tisto, za kar je njo usoda prikrajšala. Belina je bila seveda barva čistosti, ki jo je ohranila do konca; ali pa barva duše, ki si je utrla pot do nebeške milosti. 
Najbolj nenavadno pri pogrebni slovesnosti pa je bilo neko posebno ozračje: prav nihče od tisočerih navzočnih na pogrebu ni jokal in tarnal, ali premišljeval o njenem poreklu in stanu, niti ni molil za njen dušni mir, ampak so ji vsi želeli zasluženo poveličanje kot najbolj primerno nagrado za njeno žrtev. 
Elica Sreš, glavna in tragična junakinja Lainščkovega romana Ločil bom peno od valov - sicer preprosto kmečko dekle - ki je bila tudi med 120 v belo oblečenimi dekleti, je bila navajena, da so ljudje žalovali in obupovali ob izgubi svojcev. Zato nikakor ni mogla razumeti, kako da njen oče, sorodniki, pa tudi vsi drugi ljudje za pokojno Teodoro pravzaprav ne jočejo in ne žalujejo, ampak so skupaj z njenim očetom kot od neke svetlobe prevzeti gledali na smrt kot na poveličanje in spremenjenje. 
Za očeta Avgusta pa je tako ona kot ljudstvo menilo, da je pravi, živi svetnik. Pisatelj mu je z umetniškim peresom v svojem romanu - ki je preveden tudi v srbohrvaščino - postavil trajen spomenik, pa tudi njegovi hčerki.
| Feri Lainšček: Ločil bom peno od valov (odlomek iz v srbohrvašččino prevedenega romana) |
| --- |
| Obrazi ob trugi so se ji zdeli vtopljeni v drugačno žalovanje, kakor ga poznala in njihovi vzneseni pogledi so mogli najbrž doseči nekaj, česar sama ni mogla videti. Zdelo pa se ji je, da to lahko vsaj začuti in prepolna hvaležnosti, da je sploh navzoča pri tem posvečenem obredu, se je kmalu popolnoma prepustila njegovemu zvoku in ozračju. Stari grof Avgust Zichy je tistega dne, ko je hčerka Teodora zadnjič prišla domov, gologlav stopil na suh panonski prah ter s široko razširjenimi rokami poiskal nevidno dlan svoje rajne žene. Grofica Hedvika, s katero se je oženil iz plemenite dolnjeavstrijske rodbine, je umrla že leta 1892, stara komaj 31 let in ga je zapustila samega s tremi mladoletnimi hčerami. Že naslednjega leta je pri znanem dunajskem stavbeniku, baronu Maksu von Ferstlu, naročil načrte za kapelico Matere Božje z grobnico, v katero so 1894 prenesli grofičine posmrtne ostanke. Odtlej je večji del svojega prostega časa preživljal v svetišču in ljudje so z leti preprosto začeli verjeti, da mu je velika ljubezen omogočila stik z onostranskim in da je tako z ženo še naprej na nek skrivnosten način povezan. Ravno zategadelj se tudi takrat, ko se je peš napotil za hčerkino trugo iz Sóbote v Beltince, ni nihče čudil njegovemu malce nenavadnemu vedenju in mnogi so bili pripravljeni verjeti, da so se stopinje nevidljive spremljevalke celo videle na cestnem prahu. In sedaj, ob vznesenem škofovem govoru, je bradati grofovski obraz prešinjala svetloba, ki jo je nosil v sebi ter je ni bilo mogoče razložiti, saj je pričevala o moči srca. Zato se ji je dozdevalo, da stoji tukaj nasproti živega svetnika, svetnika sredi živega oltarja. |

### Nagrobni napis Hedviki Zičijevi pl. Wimpffen
| Comitissa Hedwigis Zichy nata comitissa de Wimpffen | Grofica Hedvika Ziči rojena grofica pl. Wimpffen |
| --- | --- |
| Nata 4. Avgusti 1861 Obiit 30. Novembris 1892. Gratias agimus quod habuimus, immo habemus; Deo enim vivunt omnia et quid quid revertitur ad Deum, in familia numero computatur. S.(anctus) Hieron.(imus) Requiem aeternam dona ei Domine! | Rojena 4. avgusta 1861 Umrla 30. novembra 1892. "Zahvaljujmo se za to, kar smo imeli, (kajti to) bomo zares imeli; saj vse živi Bogu in kar se vrača k Bogu, se prišteva v število družinskih članov." Sveti Hieronim. Podari ji, Gospod (Jezus), večni počitek! |

## Galerija
- Avgust pl. Ziči
- Hedvika Zičijeva pl. Wimpffen (1861-1892)
- Cerkev sv. Ladislava, Beltinci
- Pročelje beltinške cerkve
- Grba Zičijeve in Wimpfenove družine.
- Zičijev in Wimpfenov grb na cerkvenem pročelju.
- Zičijev in Wimpfenov grb v Marijini kapeli.
- Barvno spominsko okno Hedvika Ziči z grboma.
- Marijina kapela.
- Truge družine Zičijeve.
- Sveta Marija in spominske plošče Zičijevih.
- Avgust Ziči - spominska plošča.
- Teodora - epitaf.
- Marija - spominska plošča.
- Anastazija - spominska plošča.